# Chuck Schumer

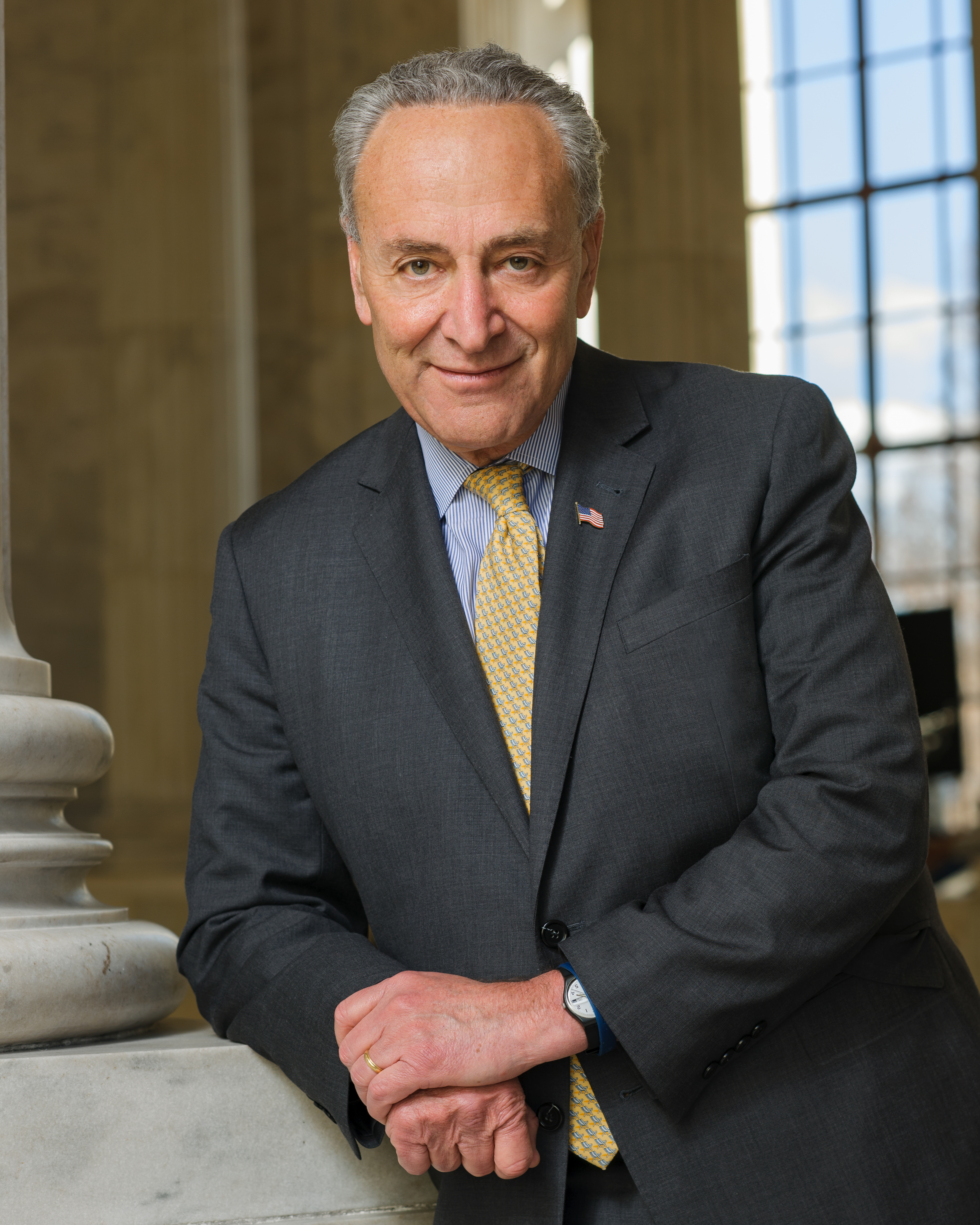
Charles „Chuck“ Schumer (2017)

Charles „Chuck“ Ellis Schumer (* 23. November 1950 in New York City) ist ein US-amerikanischer Politiker der Demokratischen Partei und der dienstältere der beiden US-Senatoren des Bundesstaates New York. Er wurde am 16. November 2016 zum Fraktionsführer (Minderheitsführer) der Demokraten im US-Senat gewählt und trat dieses Amt am 3. Januar 2017 an. Zwischen 2021 und 2025 war er durch die working majority der Demokraten Mehrheitsführer des Senats. Nach dem Verlust der Mehrheit in der Wahl von 2024 ist er seit Anfang 2025 wieder Minderheitsführer.

## Leben

### Ausbildung
Charles E. Schumer, genannt Chuck, wurde 1950 als Sohn einer jüdischen Familie im New Yorker Stadtbezirk Brooklyn geboren. Sein Vater ist Abraham J. „Abe“ Schumer und seine Mutter Selma Schumer, geborene Rosen. Er ging in Brooklyn zur Schule und graduierte 1967 an der James Madison High School. Danach studierte er am Harvard College, wo er sich für Politik zu interessieren begann, und ging darauf an die Harvard Law School.

### Politische Karriere

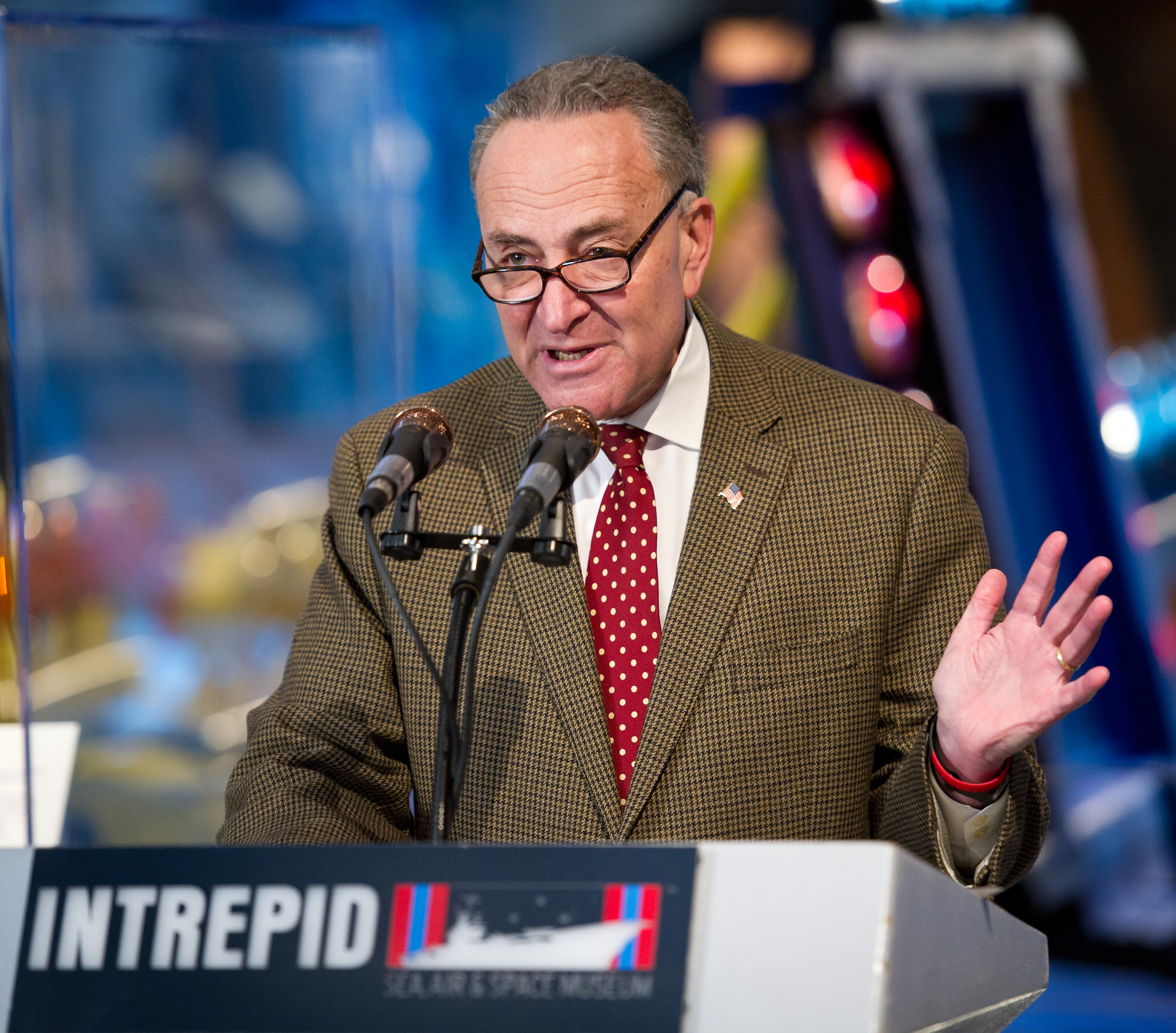
Schumer bei einer Rede im Dezember 2011

Nach dem rechtswissenschaftlichen Studium ging Schumer beruflich in die Politik. 1974 wurde Schumer als jüngster Abgeordneter in die gesetzgebende New York State Assembly gewählt, 1980 in das Repräsentantenhaus der Vereinigten Staaten. Schumer ist seit 1999 Senator für den Bundesstaat New York. Bei seiner ersten Wahl in den Senat 1998 gelang ihm ein Sieg gegen den republikanischen Amtsinhaber Al D’Amato, der zuvor 18 Jahre dem Senat angehört hatte; zuvor hatte er sich in der Primary (Vorwahl) seiner Partei gegen die ehemalige Vizepräsidentschaftskandidatin Geraldine Ferraro (1935–2011) durchgesetzt. 2004 gewann er mit großer Mehrheit gegen den Republikaner Howard Mills und wurde damit im Amt bestätigt. Auch die Wahl im November 2010 gewann er.
2016 trat er gegen die republikanische Kandidatin Wendy Long an und gewann auch diese Wahl.
Im Senat ist er seit 2007 Vorsitzender des Joint Economic Committee; von Anfang 2009 bis Anfang 2015 war er auch Vorsitzender des Committee on Rules. Von 2005 bis 2009 war Schumer Vorsitzender des Democratic Senatorial Campaign Committee, das die Senatswahlkämpfe der Demokraten koordiniert. Schumer galt 2015 und 2016 als einer der führenden Kandidaten für das Amt des Fraktionsführers der demokratischen Fraktion im Senat; Harry Reid trat bei der Wahl am 8. November 2016 nicht zur Wiederwahl als Senator für Nevada an.

### Deregulierung der Finanzmärkte
Die New York Times berichtete im Dezember 2008 über Schumers Rolle bezüglich der Bankenkrise. Schumer habe sich wie kein anderer Demokrat im Kongress für Deregulierung der Finanzmärkte eingesetzt, auch für Maßnahmen, die zur Finanzkrise beigetragen hätten. Schumer habe wichtige Marktakteure vor einer behördlichen Aufsicht und strengeren Regeln geschützt sowie Finanzinstitute vor Steuern und Abgaben in Milliardenhöhe bewahrt.
Im Jahr 1987 schrieb Schumer noch einen Don’t Let Banks Become Casinos betitelten Artikel gegen die Deregulierung:

„Indem sie den Druck harten weltweiten Wettbewerbs im Finanzgeschäft anführen, drängen große amerikanische Banken darauf, den Glass-Steagall Act zurückzunehmen, ein Gesetz, das Banken vom volatilen und riskanten Wertpapierhandel abhält. Ihrem Flehen sollte widerstanden werden […]“

1999 setzte Schumer sich als Senator massiv für die Aufhebung des zweiten Glass-Steagall Acts ein. Er schrieb:

„Es gibt viele Gründe für dieses Gesetz; in erster Linie soll es die weitere Wettbewerbsfähigkeit von US-Finanzinstituten sicherstellen.“

### Privatleben
Am 24. September 1980 heiratete Schumer Iris Weinshall, mit der er zwei gemeinsame Töchter hat. Die Familie lebt in Park Slope, Brooklyn. Im Januar 2007 veröffentlichte Schumer das Buch Positively American.

## Veröffentlichungen
- Positively American: Winning Back the Middle-Class Majority One Family at a Time. Rodale Books, Emmaus, PA 2007, ISBN 978-1-594-86572-5.